# アーテット・ダオサワング
アーテット・ダオサワング（英: Artit Daosawang、タイ語: อาทิตย์ ดาวสว่าง、1992年11月11日 - ）は、タイ・プラチュワップキーリーカン出身のサッカー選手。元タイ代表。ポジションはディフェンダー。

## 来歴

### クラブ
2011年、ムアントン・ユナイテッドFCへ加入した。2017年、チェンライ・ユナイテッドFCへ移籍した。

## タイトル

### クラブ
ムアントン・ユナイテッドFC
- タイ・プレミアリーグ：1回 (2012)

 チェンライ・ユナイテッドFC
- タイFAカップ：1回 (2017)